# Gunji, Khanapur
Gunji là một làng thuộc tehsil Khanapur, huyện Belgaum, bang Karnataka, Ấn Độ.